# Eitzum (Schöppenstedt)
Eitzum ist ein Ortsteil der Stadt Schöppenstedt im Landkreis Wolfenbüttel (Niedersachsen).

## Geographie
Eitzum liegt am Höhenzug Elm. Um Eitzum herum gibt es einige Hügel, deren Bedeutung unklar ist.
Ein Hügel trägt den Flurnamen Lauseberg, der der einzige Flurname dieser Art im ganzen Landkreis Wolfenbüttel ist. Die niederdeutsche Form „Luseberg“ deutet auf Läuse, „lausiger Berg“. Lus heißt jedoch im Althochdeutschen Schilf oder Binsen.
Ein weiterer Hügel ist der sagenumwobene Totenberg. Nach einer Sage habe auf dem Totenkampe zwischen Eitzum und Schliestedt eine Schlacht stattgefunden und beim Ausheben einer Sandgrube wurden mehrere Schädel gefunden.

## Geschichte
Die frühbandkeramische Siedlung bei Eitzum ist eine archäologische Fundstätte jungsteinzeitlicher Werkzeuge und Keramik. Sie zeugt von einer Besiedlung im 5. Jahrtausend v. Chr.
Erstmals urkundlich wird der Ort 1260 als Etsen erwähnt. 1290 war die Schreibweise Etxem, 1302 Eysen, 1311 Ekzem und Eytzem, 1336 Etsum, 1344 Tetzem und 1476 Eytsem. Der Volksmund sagt aber Eitzen. Auf Hochdeutsch bedeutet der Ort "Eichen-Heim, Eichheim".
Die von Dahlum verkauften 1260 die zur Schliestedter Burg gehörende Vogtei an das Stift Marienberg. Dieses hatte den Besitz noch im Jahre 1778. Das Zisterzienser-Kloster Riddagshausen bei Braunschweig erhielt von denen von Warle 1290 eine Hufe und besaß einen Halbspännerhof mit 53 Morgen. Im Jahre 1802 standen drei Mühlen in Eitzum; eine davon ging 1318 als herzogliches Lehen an die von Watzum. Bei Grabungen in der zweiten Hälfte des 19. Jahrhunderts fand man im Ort einen bronzenen Stierkopf, offenbar das Endstück eines Trinkhornbeschlages, wie er auf den nordischen Ostseeinseln verbreitet war. Vermutlich handelt es sich um einen frühen europäischen Import.
Am 1. März 1974 wurde Eitzum in die Stadt Schöppenstedt eingegliedert.

### Eitzumer Mühlen
Im 18. und 19. Jahrhundert waren in Eitzum entlang der Altenau bis zu vier Wassermühlen in Betrieb. Die erste wurde ab 1744 als Ölmühle errichtet und später auch als Sägemühle genutzt. Im 19. Jahrhundert wurde die Mühle um eine Graupenmühle erweitert. Der Maschinenfabrikant Gottlieb Luther, der später die Luther-Werke in Braunschweig gründete, nutzte die Mühle ab 1860, um neueste Mühlentechnik zu erproben. 1861 verkaufte Luther seine Anteile an der Mühle an den Kaufmann August Willing, die die Anlage um eine Flachsschwingerei erweiterte. Die Mühle war noch bis ca. 1905 in Betrieb und wurde ab 1878 in erster Linie als Sägemühle benutzt. Außer der Ölmühle bestanden noch drei weitere Mühlen, die von Landwirten betrieben wurden.

## Politik

### Wappen
| | Blasonierung: „Geteilt von Gold und Rot; oben ein grüner Halbkreis über einer roten Raute, unten ein silberner Mühlstein über einem silbernen Wellenleiste.“ |
| Wappenbegründung: Eitzum, mundartlich „Eitzen“, was „Heim unter Eichen“ bedeutet, besitzt ein noch junges Ortswappen in sehr moderner, gleichwohl heraldisch korrekter Gestaltung. Der Halbkreis stellt grafisch abstrahiert den Elm mit seinem Wald dar, der das Dorf ehedem ganz umschloss. Der Ort selbst wird durch die Raute vertreten, denn „Raute“ ist auch ein volkstümlicher Ausdruck für eine Rodung. Sie stellt hier das Dorf am Waldesrand dar, das viele Einwohner „Eitzum am Elm“ nennen. Der Mühlstein repräsentiert drei Wassermühlen: die Untermühle von 1318, die Obermühle von 1344, die Mittelmühle von 1400 und die 1750 erstmals urkundlich erwähnte Ölmühle. Die Wellenleiste stellt die Altenau dar, die durch das Gebiet von Eitzum fließt. Die Feldfarben Gold-Rot erinnern als herzoglich-braunschweigische Wappenfarben daran, dass der Ort während seiner ganzen nachweisbaren Geschichte zum Herzogtum Braunschweig gehörte. Zugleich sind es die Farben der Stadt Schöppenstedt, zu der Eitzum als Ortsteil seit dem 1. März 1974 gehört. Das Wappen wurde von Rolf-Jürgen Naumann gestaltet und am 19. Februar 2003 von einer Bürgerversammlung einstimmig angenommen. | |